# Will Smith (beisbolista)
William Dills Smith (Louisville, Kentucky, Estados Unidos, 28 de marzo de 1995) es un receptor de béisbol profesional estadounidense. Actualmente juega para Los Ángeles Dodgers de la Major League Baseball (MLB). Jugó béisbol universitario para los Louisville Cardinals. Fue seleccionado por los Dodgers en la primera ronda del draft de las Grandes Ligas de 2016. Hizo su debut en las Grandes Ligas en el 2019.

## Carrera profesional

### Ligas menores
Smith comenzó su carrera profesional con los Ogden Raptors de la Pioneer Baseball League y luego fue ascendido rápidamente a la clase A Great Lakes Loons de la Midwest League.League]]. Jugó en siete juegos para Ogden, 23 para Great Lakes y 25 para Rancho Cucamonga Quakes de la Liga de California, bateando un combinado de .246. Fue incluido en el equipo de estrellas de mitad de temporada de la Liga de California en 2017. Bateó .232 en 72 juegos para los Quakes con 11 jonrones y 43 carreras impulsadas. Fue ascendido a Perforadores de Tulsa Doble-A de laTexas League en julio, pero sufrió una fractura en la mano después de ser golpeado por un lanzamiento en su debut con los Drillers y pasó el resto de la temporada en la lista de lesionados. Dividió el 2018 entre Tulsa y los Dodgers de la Liga de la Costa del Pacífico de Oklahoma City AAA, bateando .233 con 20 jonrones y 59 carreras impulsadas.

## Vida personal
Smith nació el 28 de marzo de 1995 en Louisville, Kentucky. Sus padres son Mark y Julie Smith y tiene una hermana menor llamada Sara. Creció como fanático de los Medias Rojas y su jugador favorito era David Ortiz.